# 巴肯寺
巴肯寺是柬埔寨吴哥古迹中供奉湿婆的印度教寺庙。它是9世纪时吴哥王朝国王耶输跋摩一世建都吴哥后在巴肯山上建立的寺庙。
如今，巴肯寺是一個受歡迎的旅遊景點，該棟寺廟的景關可以可以欣賞到位於東南約1.5公里的寺廟吳哥窟的日落美景，然而近年來，大量遊客的到訪及破壞使金邊巴肯寺成為吳哥遺跡最受威脅的古蹟之一。自2004年以來，世界古蹟基金會一直在與吳哥地區遺址保護和管理機構合作保護這座寺廟。

## 建築
巴肯山是在吴哥窟西北1.5公里处的一座小山，从巴肯山顶可以居高临下遥望吴哥窟。巴肯山高65米四周有壕沟围绕，象征印度神话中环绕位于世界中心的须弥山的咸海，巴肯寺建立于平坦的山顶。庙山为陡峭的五级台基，正方形，高13米，底层长76米，逐层缩小到顶层长47米；陡峭的庙山象征须弥山。庙山顶部的五座宝塔，象征须弥山的五座山峰。台基四边中央，各有陡峭的五层石阶，每层十级，直通寺顶平台，每层石阶左右，守护著一对坐狮，有些石狮已破损，看不出狮子模样。
巴肯寺的108座宝塔，按严格的几何图案对称地布置：顶层的五座宝塔，一在正中，四角各一，如五点梅花；庙山的每一层正方形台基的四角，安置角塔，共20座角塔；四道五层阶梯的每一道每一层，各有一对宝塔伺立左右，共有阶梯宝塔40座；另有44座宝塔环立庙山四周。14世纪初元代航海家汪大渊访问真腊时称巴肯寺为“百塔洲”，当时的百余座塔还是金塔。今日不少宝塔已经残缺不全。

## 圖片

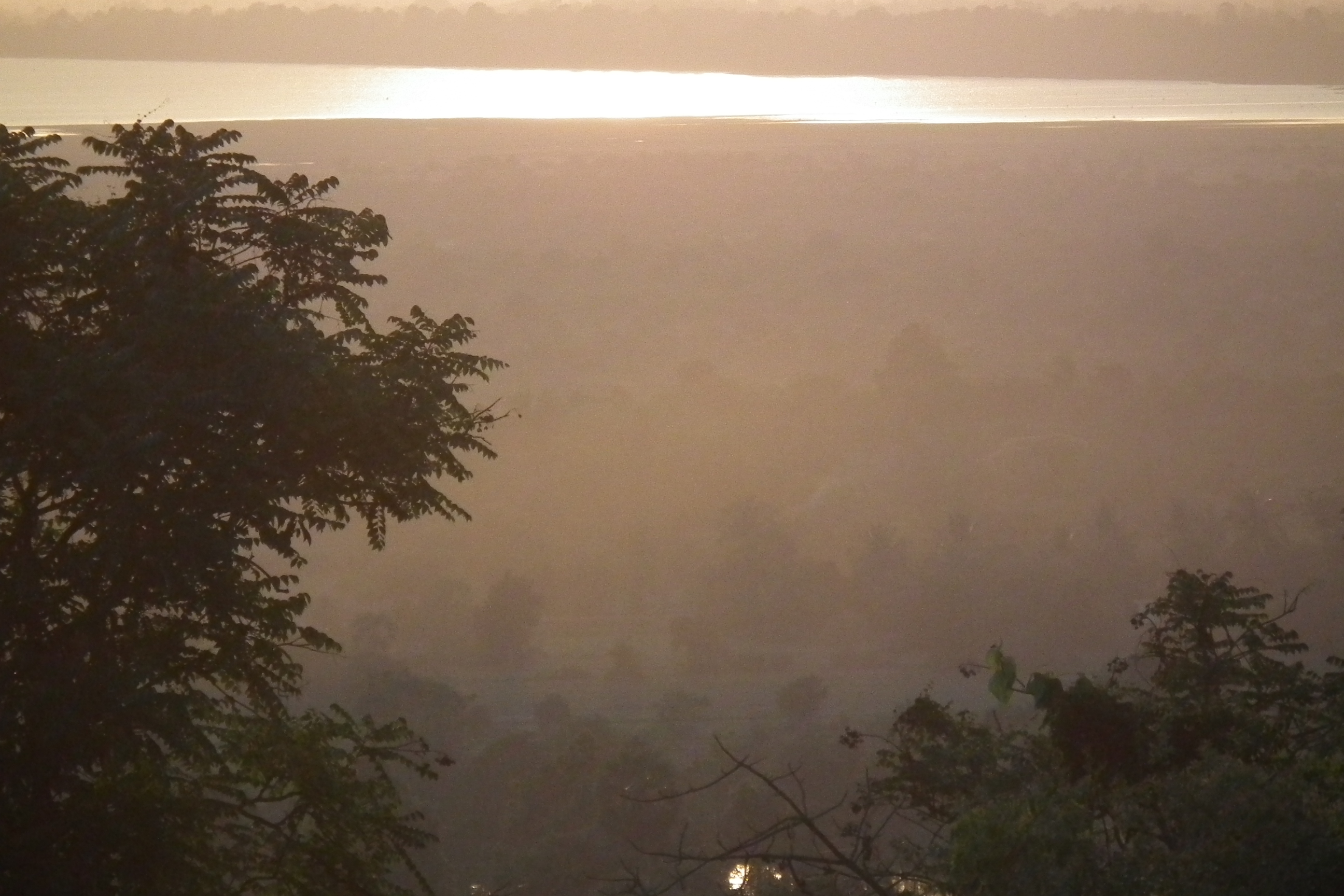
巴肯寺遙望洞里萨湖
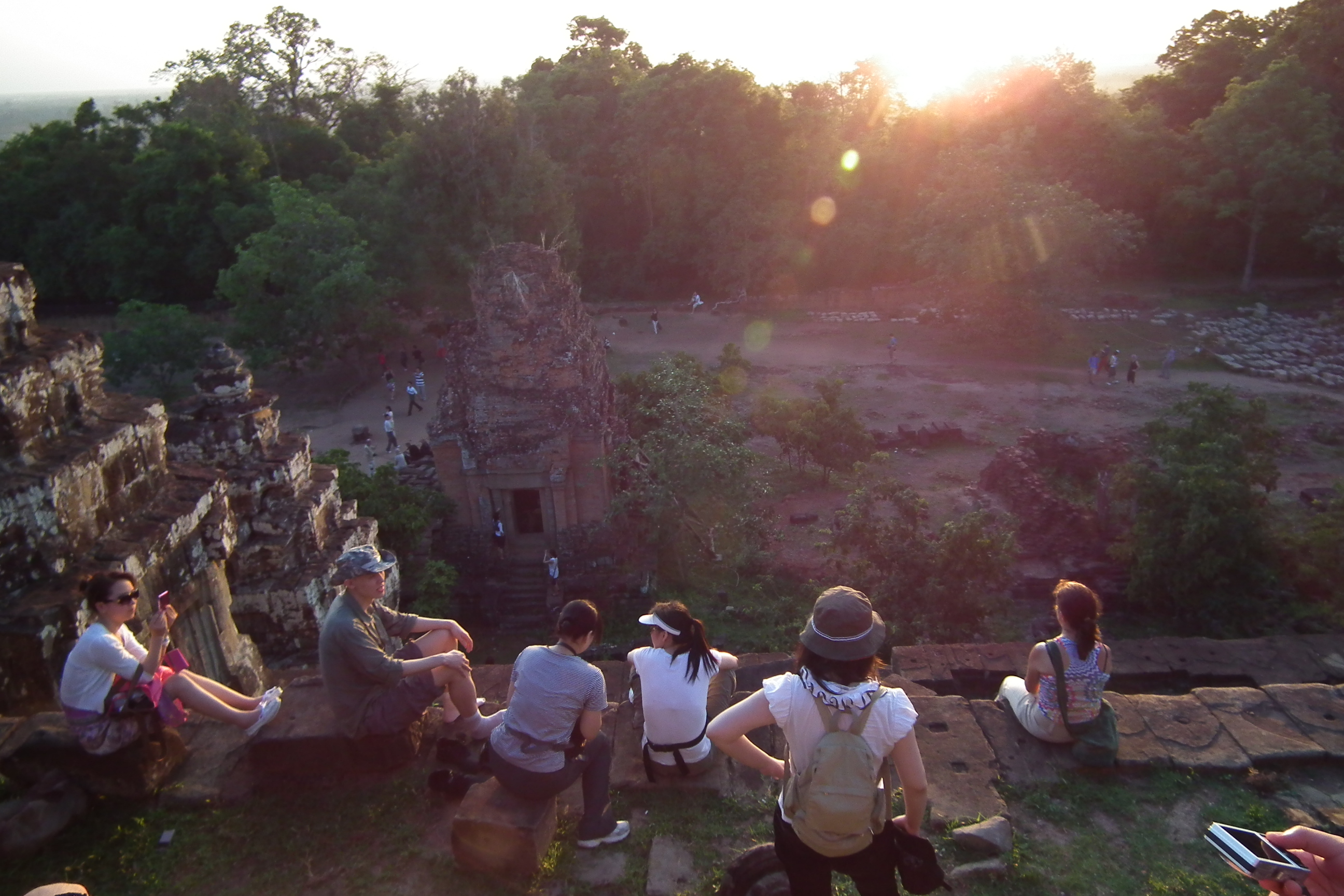
巴肯寺落日觀點
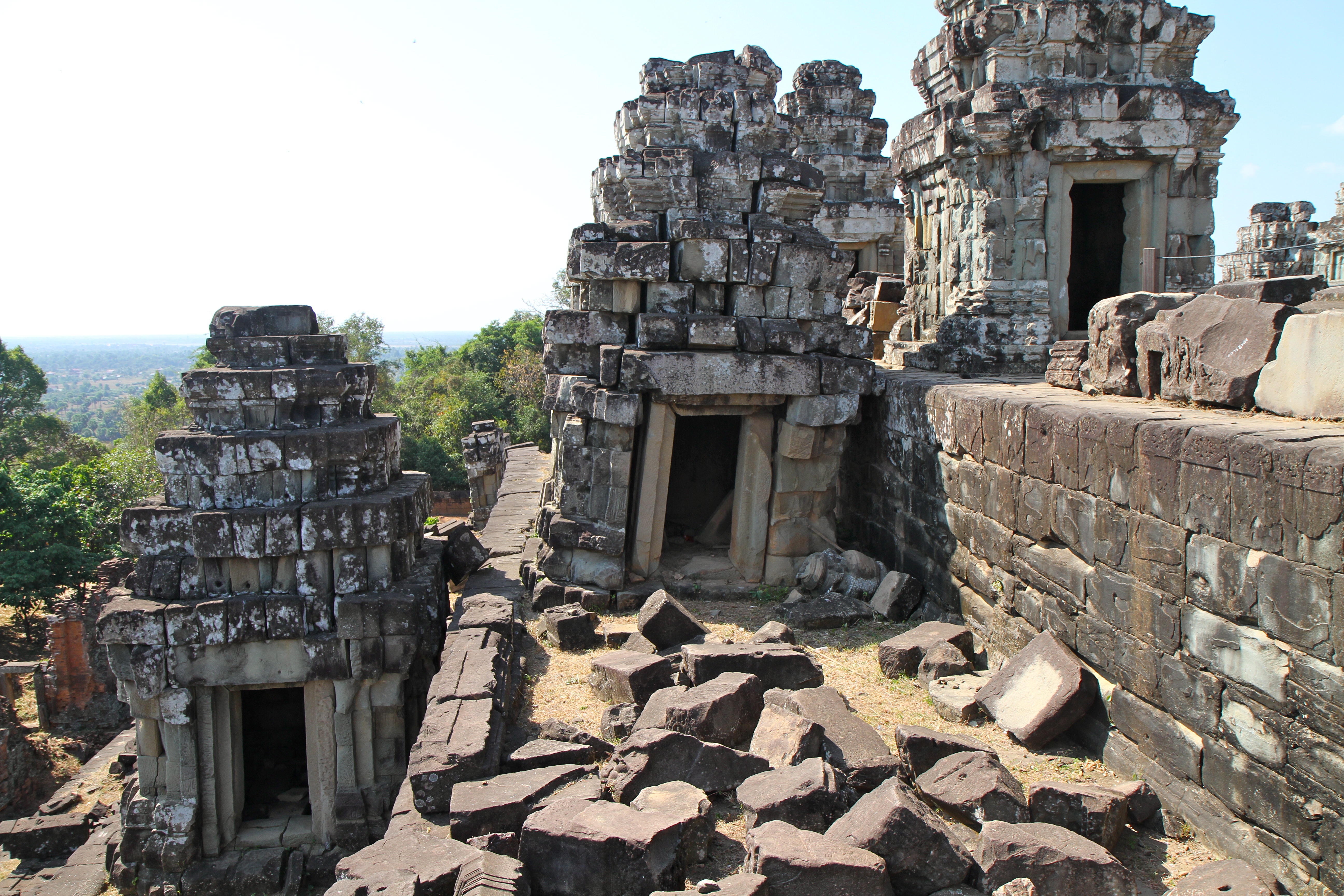
巴肯寺遺跡
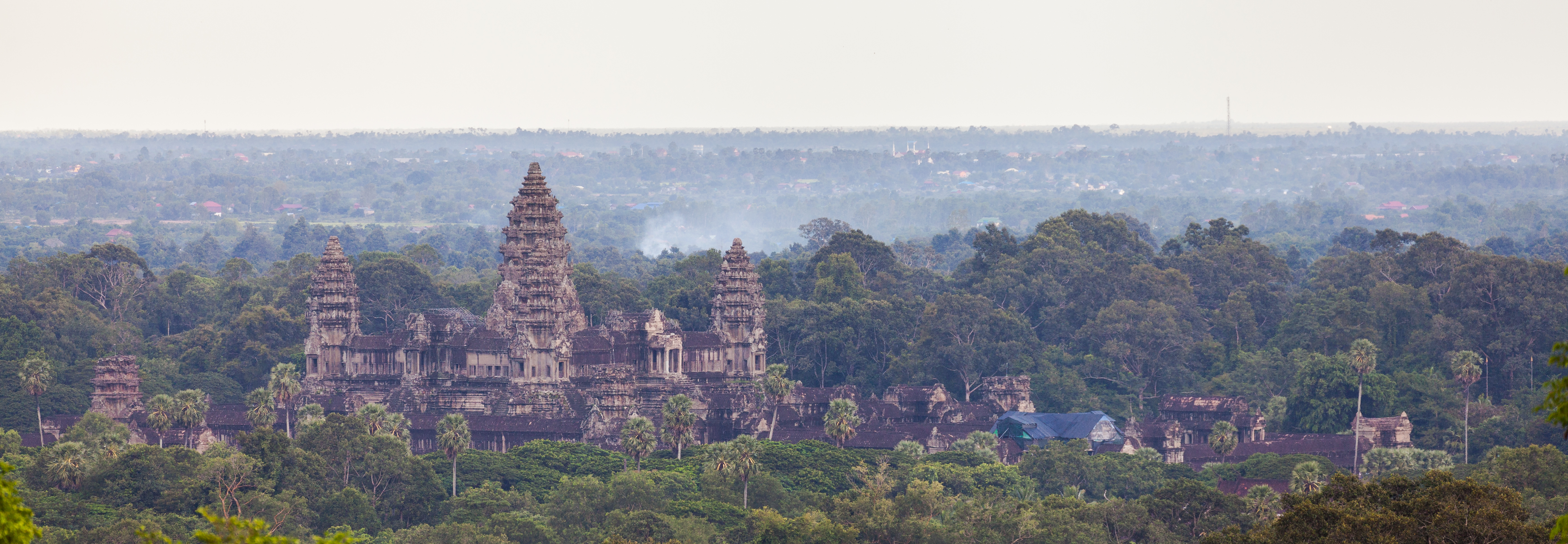
日落時從金邊巴肯看吳哥窟
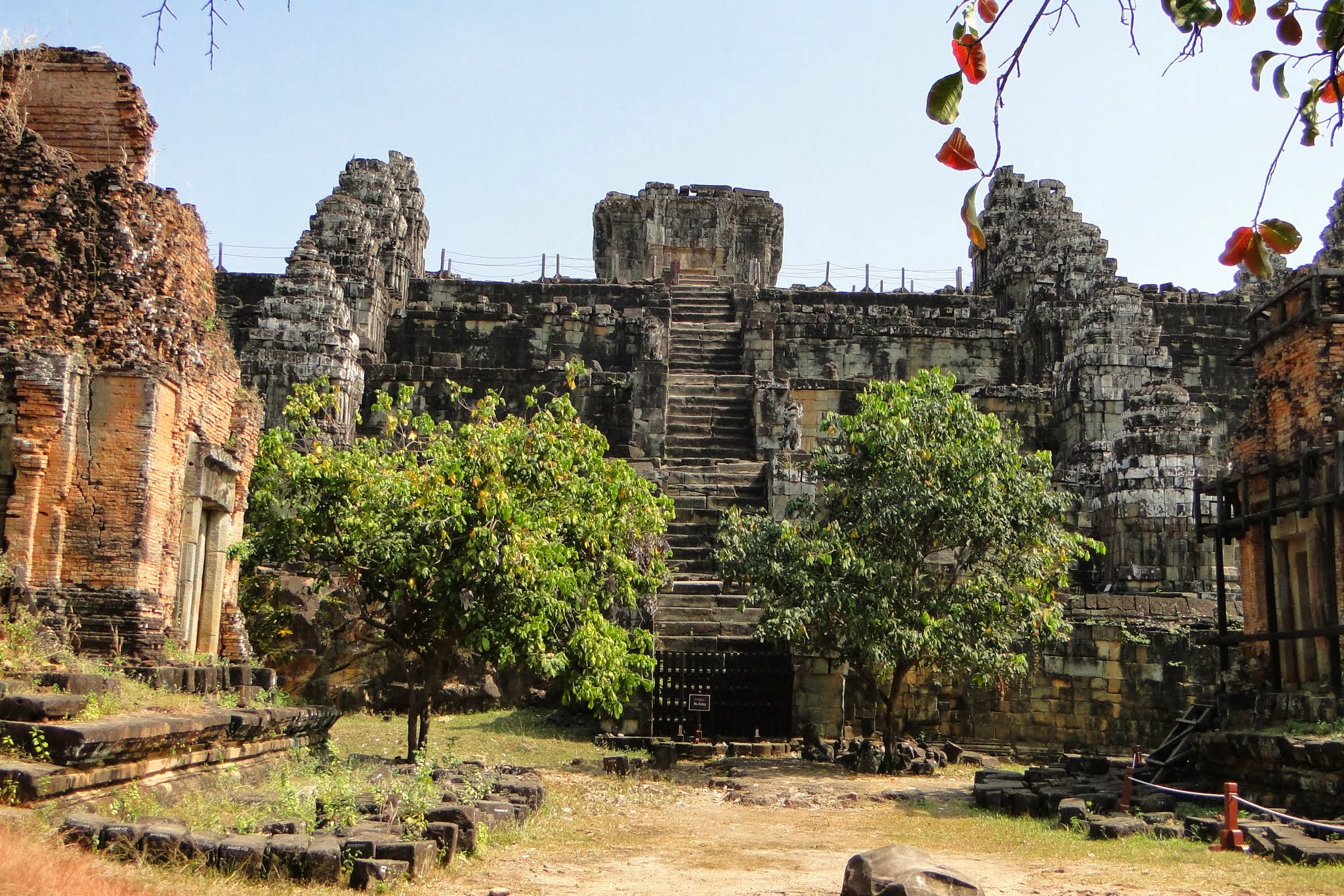
巴肯寺遺跡
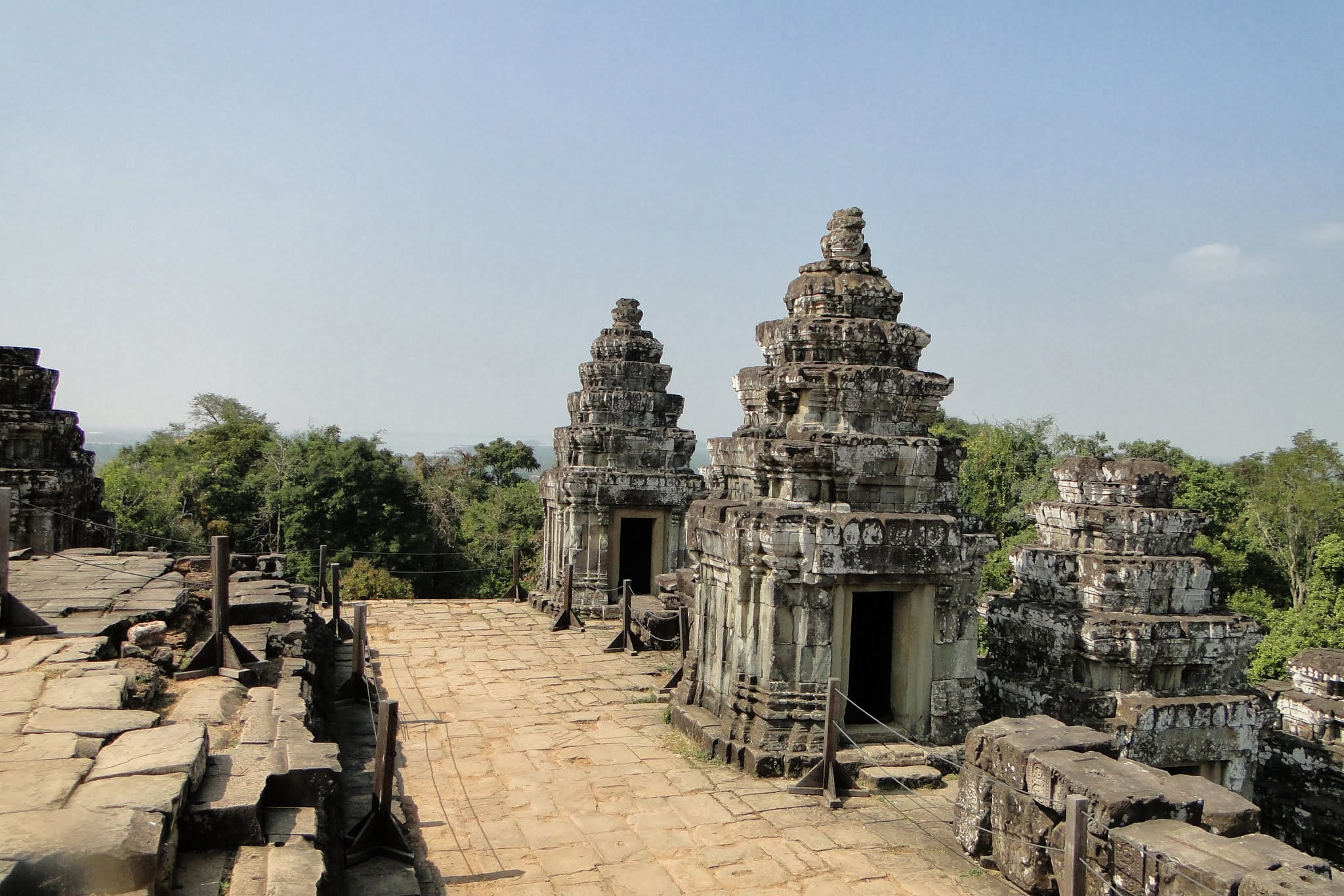
巴肯寺遺跡
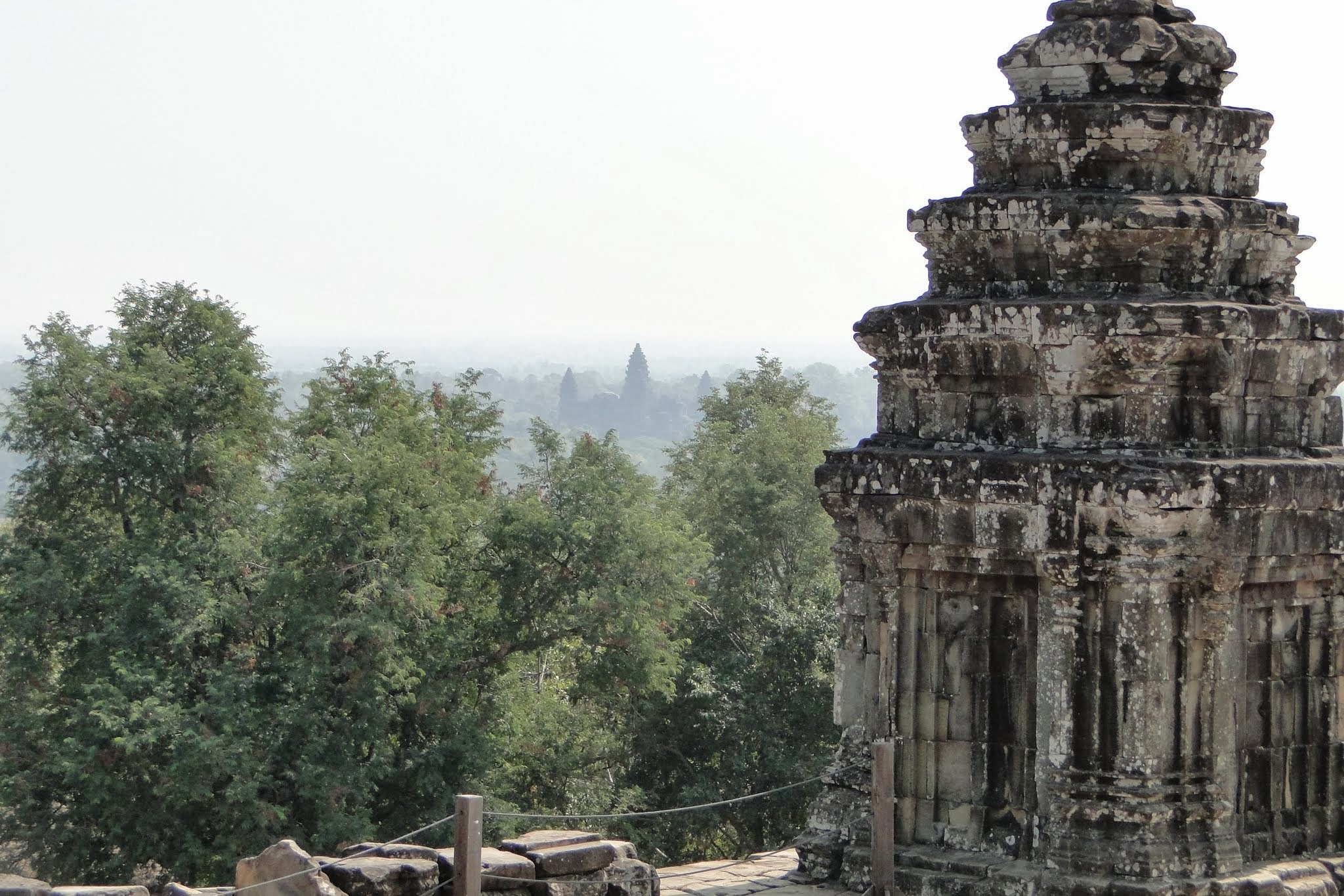
巴肯寺遺跡與吳哥窟
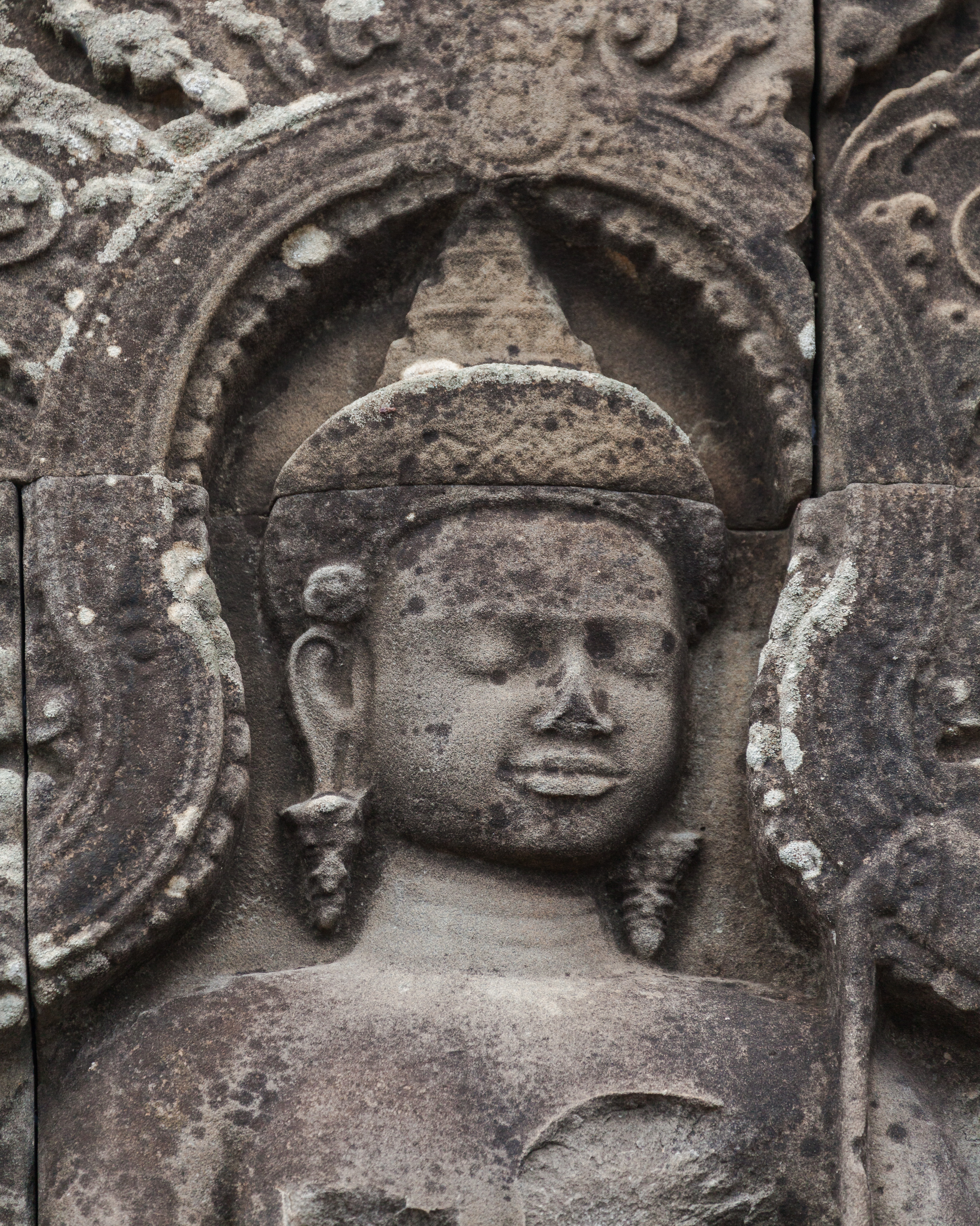
巴肯寺遺跡淺浮雕